# 금강반야바라밀경 (보물 제1408호)
금강반야바라밀경(金剛般若波羅蜜經)은 충청북도 청주시 흥덕구 운천동, 청주고인쇄박물관에 있는 목판본 불경이다. 2003년 8월 14일 충청북도의 유형문화재 제229호로 지정되었다가, 2004년 5월 7일 대한민국의 보물 제1408호로 승격·지정되었다.

## 개요
이 책은 목판본으로 구마라즙(鳩摩羅什)이 번역한 금강경을 바탕으로 육조 혜능(慧能)이 금강경에 대해 해석한 내용을 붙인 것이다. 『금강반야바라밀경(金剛般若波羅蜜經)』은 줄여서 ‘금강경(金剛經)’이라고 부르기도 하는데 모든 법이 실체가 없으므로 집착하는 마음을 일으키지 말라는 공(空)사상을 중심사상으로 하고 있다. 제10의 <장엄정토분(莊嚴淨土分)>에서는 청정한 마음으로 외적인 대상에 집착함이 없이 ‘마땅히 머무르는 바 없이 그 마음을 낼 것(應無所住而生其心)’을 가르친다.
이는 혜능 및 여러 고승들을 깨닫게 한 유명한 구절이다. 우리나라에서 조계종의 근본경전으로 반야심경과 함께 가장 많이 읽히는 경전이다.
고려 충렬왕 31년(1305) 청주 원흥사(元興寺)에서 개판된 점이 주목되는데, 곧 원흥사의 육구(六具), 박지요거사(朴知遙居士) 등이 발원한 사찰판이다. 이는 1377년의 흥덕사(興德寺) 간행 《백운화상초록불조직지심체요절》 이전에 간행된 판본으로서, 청주지역이 우리나라 인쇄문화의 발흥지임을 나타내는 중요한 자료라는 점에서 소중하다. 

## 같이 보기
- 금강반야바라밀경
- 백운화상초록불조직지심체요절 (보물 제1132호)

## 참고 자료
- 금강반야바라밀경 - 국가유산청 국가유산포털